# Attinopora zealandica
Attinopora zealandica är en mossdjursart som först beskrevs av Gideon Mantell 1850.  Attinopora zealandica ingår i släktet Attinopora och familjen Cinctiporidae. Inga underarter finns listade i Catalogue of Life.